# Natty Dread
Natty Dread är ett musikalbum av Bob Marley & The Wailers, utgivet 1974. Det var det första albumet av konstellationen, vilken bildades av Marley då Peter Tosh och Bunny Livingston lämnat The Wailers. Albumet räknas av många som det finaste Marley gjort och är också ett av hans populäraste album i västvärlden, inte minst för låten "No Woman, No Cry".
Låtarna på Natty Dread har ett betydligt högre tempo jämfört med tidigare album, och till stor del beror detta på nya och skickliga musiker. Bob Marley har skrivit fyra av de nio låtarna; bröderna Barrett – som förfogade över reggaens grundinstrument trummor och bas – gavs stort utrymme till att experimentera fram det nya, snabbare Wailers-soundet.

## Musiker
- Bob Marley – lead vocals, rytmgitarr (reggae guitar), låtskrivare
- Aston "Family Man" Barrett – basgitarr, låtskrivare
- Carlton Barrett – trummor, percussion, låtskrivare
- Tyrone Downie – piano, orgel
- Al Anderson - gitarr (led guitar)

The I-Threes
- Marcia Griffiths – kör
- Judy Mowatt – kör, koreografi
- Rita Marley – kör, låtskrivare

## Låtlista
1. "Lively Up Yourself" (Bob Marley) - 5:29
2. "No Woman, No Cry" (Vincent Ford, Bob Marley) - 4:06
3. "Them Belly Full (But We Hungry)" (Carlton Barrett, Lecon Cogill) - 3:10
4. "Rebel Music (3 O'Clock Roadblock)" (Aston Barrett, Hugh Peart) - 6:40
5. "So Jah Seh" (Willy Francisco, Rita Marley) - 4:25
6. "Natty Dread" (Rita Marley, Alan Cole) - 3:33
7. "Bend Down Low" (Bob Marley) - 3:10
8. "Talkin' Blues" (Carlton Barrett, Lecon Cogill) - 4:06
9. "Revolution" (Bob Marley) - 4:20

## Not
1. ↑  Förra album innebär i denna skivkronologi det förra albumet på Island Records, och inte det som i all hast gavs ut av Trojan/Upsetter med gammalt material när det började gå bra för The Wailers.